# Parmenas (imię)
Parmenas – imię pochodzi z greki i oznacza tyle co wierny, wytrwały. Łacińskim odpowiednikiem jest Parmenas, a włoskim Parmena. Imieniny obchodzone są 23 stycznia.